# Murtin-et-Bogny
Murtin-et-Bogny è un comune francese di 188 abitanti situato nel dipartimento delle Ardenne nella regione del Grand Est.

## Società

### Evoluzione demografica
Abitanti censiti